# Jan Albertsz Rootius
Jan Albertsz Rootius (baptisé le 20 octobre 1624 à Medemblik - inhumé le 1er novembre 1666 à Hoorn) est un peintre néerlandais du siècle d'or.

## Œuvres

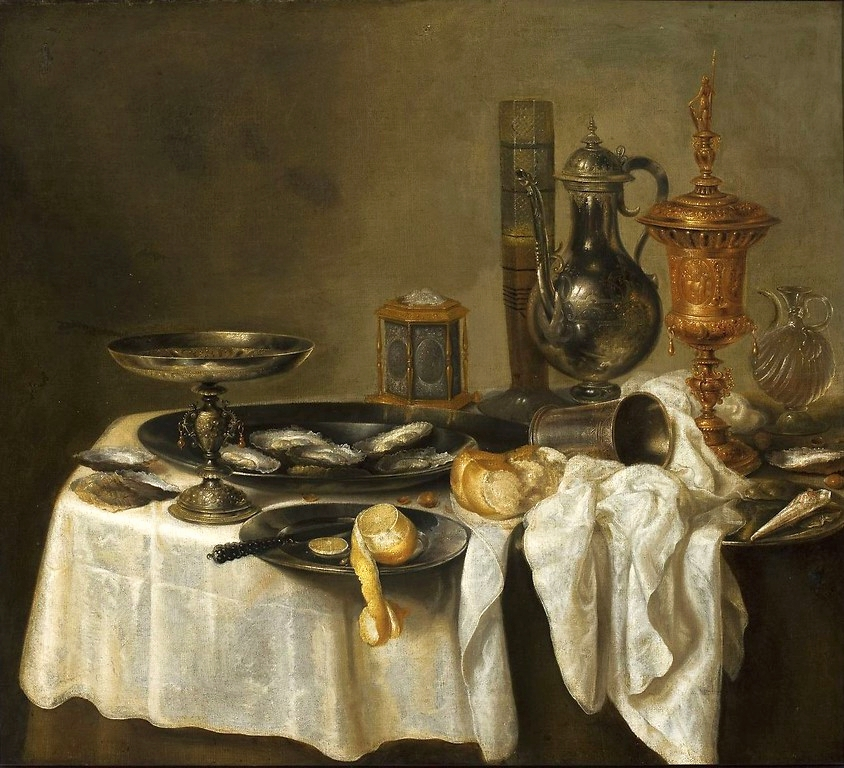
Petit déjeuner, Musée national de Varsovie.